# Kovalivka, Vradiivka
Kovalivka (în ucraineană Ковалівка) este un sat în comuna Novopavlivka din raionul Vradiivka, regiunea Mîkolaiiv, Ucraina.

## Demografie
Componența lingvistică a localității Kovalivka
     Ucraineană (95,7%)
     Rusă (4,3%)
Conform recensământului din 2001, majoritatea populației localității Kovalivka era vorbitoare de ucraineană (95,7%), existând în minoritate și vorbitori de rusă (4,3%).